# 戶塚區
戶塚區（日语：／ Totsuka ku */?）是日本神奈川縣橫濱市的18個區之一。1939年4月1日從鎌倉郡的1町7村（戶塚町、川上村、豊田村、中和田村、本鄉村、瀨谷村、中川村、大正村）併入橫濱市而設立。

## 地理
戶塚區面積為橫濱市18區內中最大，人口排名市內第4位。柏尾川、東海道線和國道1號縱貫此區。
江戶時代這裡是東海道的宿場町，明治時代，隨著東海道本線開通，戶塚車站開業。隨著現代化的進程，許多企業（如日立製作所）進駐戶塚區，現今已成為了東京、橫濱都心等地的臥城。
然而，戶塚區的城市發展與橫濱市中心相比顯得落後許多。特別是自1962年計畫立案以來，戶塚車站西口再開發計畫因居民反對而進度延誤。但自2007年6月開始，終於正式進行建設工程。2010年4月，商業設施「Totsukana」完工。2012年秋季，第二交通廣場和戶塚區役所新辦公大樓完工，隔年完成區役所的遷移。

### 地名的由來
根據傳說、「戶塚」這個地名可能有三個來源：「富塚（富塚古墳）」、「十塚」與「豊塚」。

## 商業設施
戶塚站東口

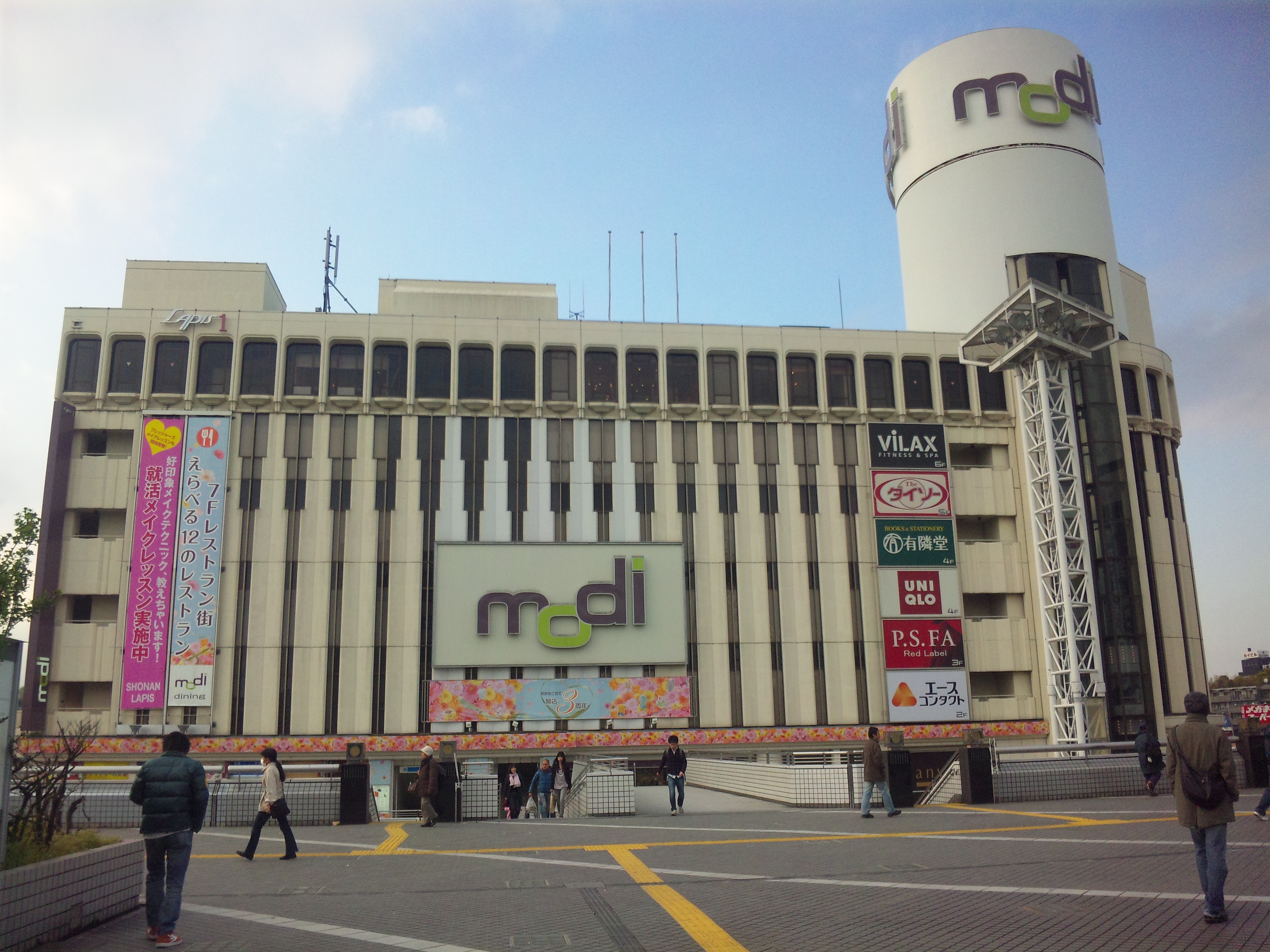
Lapis 戶塚1（戶塚Modi）
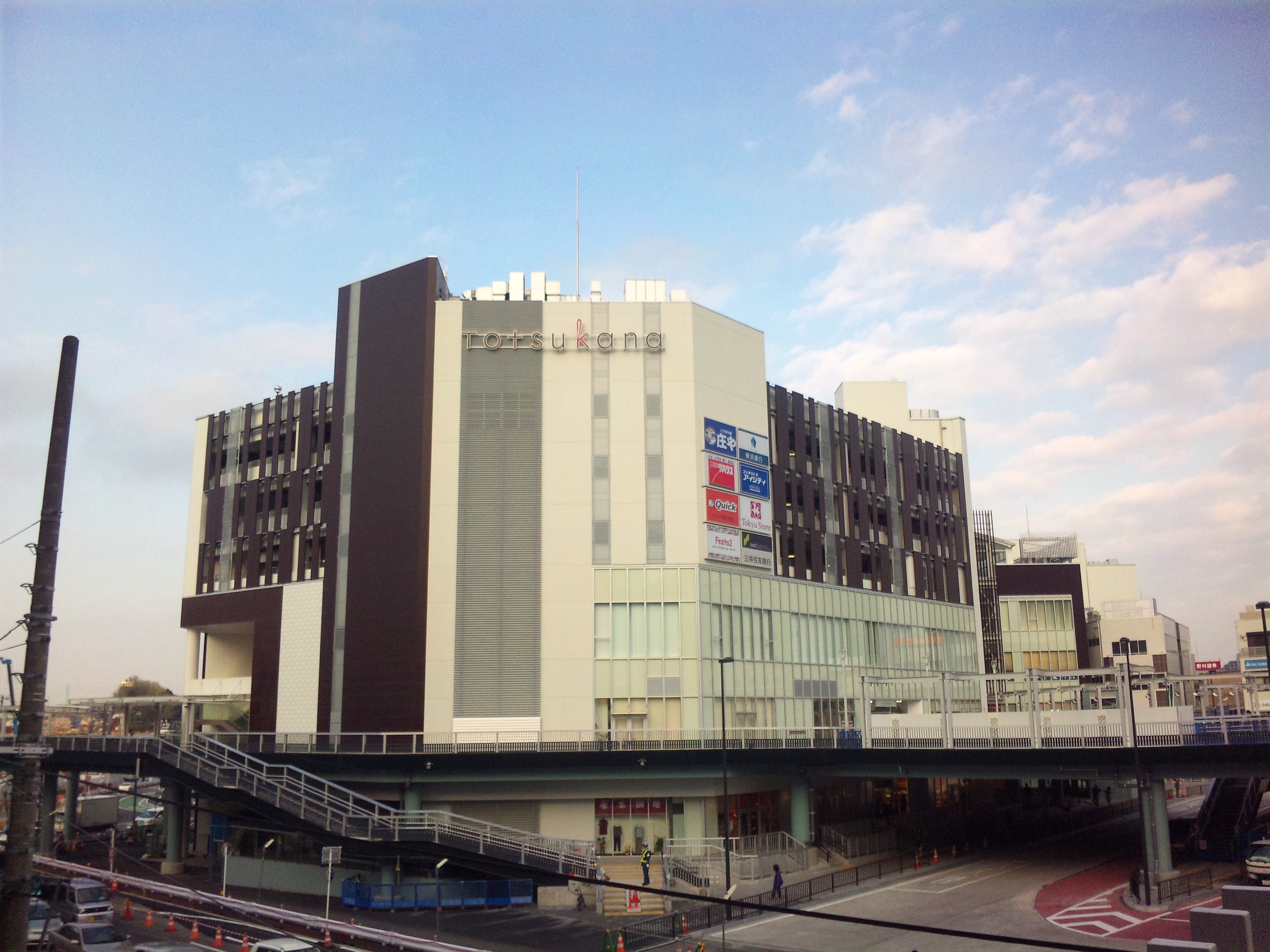
Totsukana
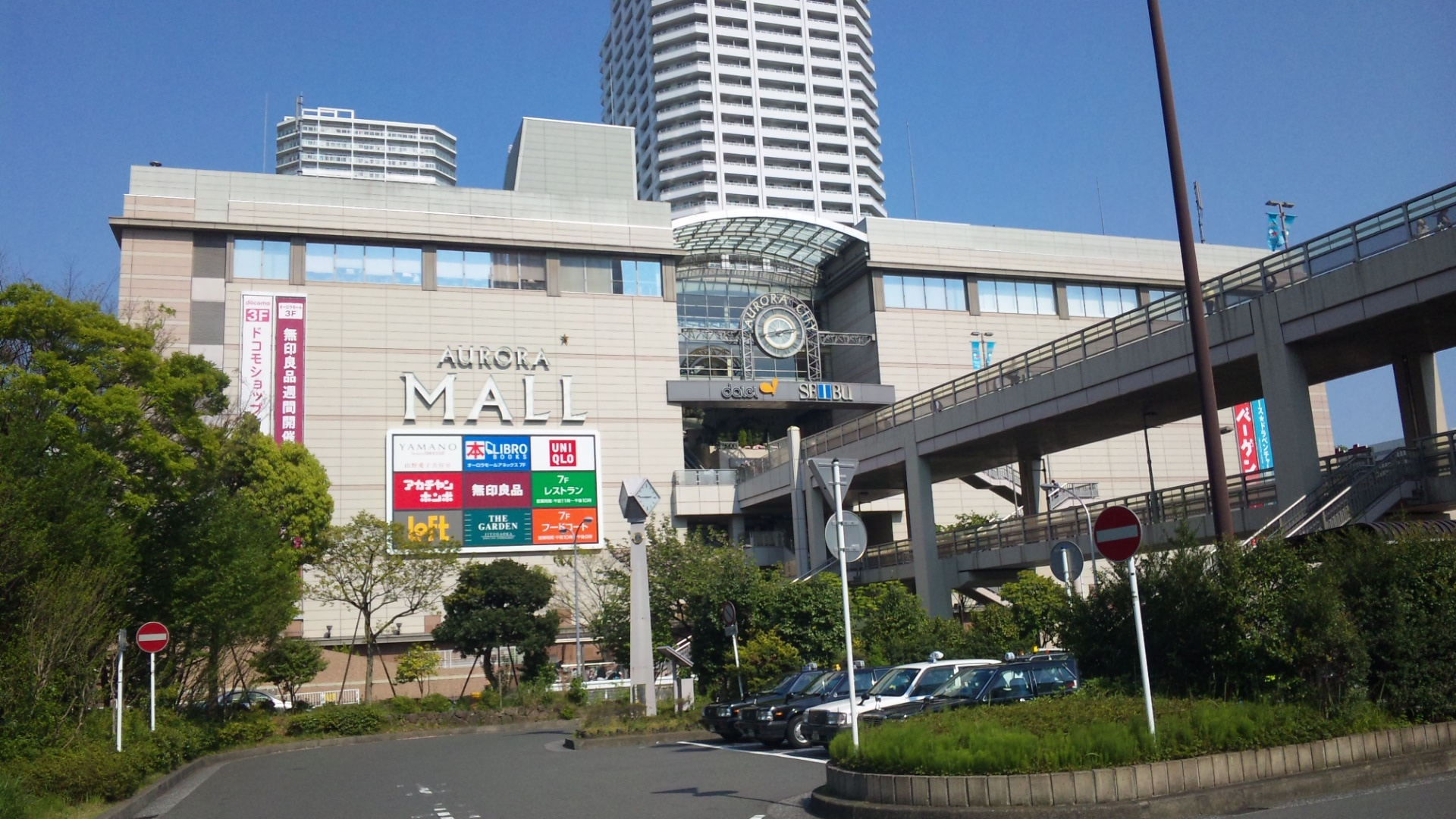
Aurora City
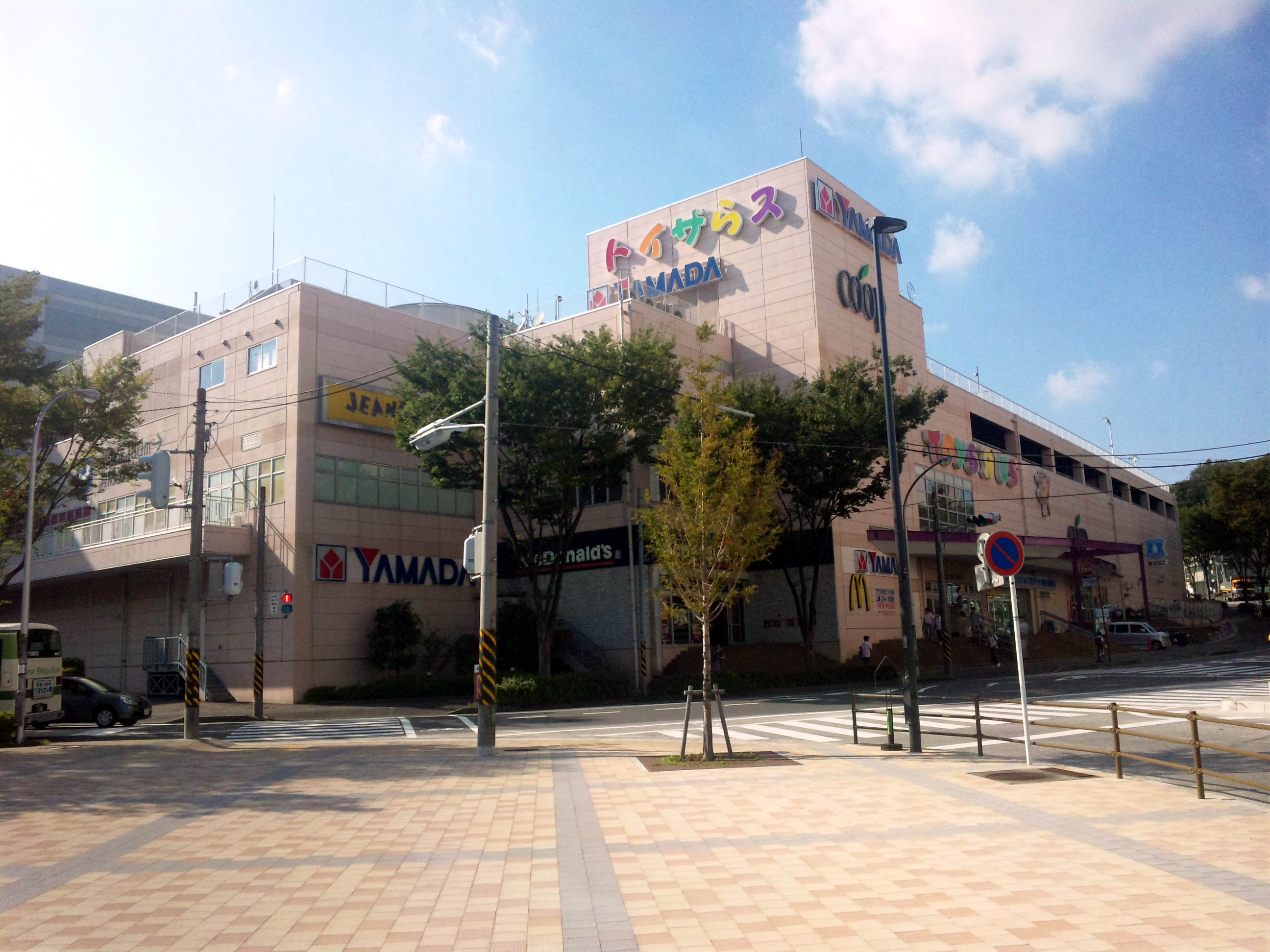
東戶塚西口Plaza

- Lapis 戶塚2
- Lapis 戶塚3
- APiTA 戶塚店

戶塚站西口 
- 東急Plaza戶塚
- Totsukana 購物中心
- 戶塚PALLSO
- Saclass戶塚

東戶塚站東口
- 東戶塚Aurora City
- 西武東戶塚S.C.
- AEON STYLE東戶塚店

東戶塚站西口
- 東戶塚西口Plaza

- Lapis戶塚1
- Totsukana
- Aurora City
- 東戶塚西口Plaza

## 金融機關

### 證券公司
- 野村證券 戶塚支店
- 大和證券 戶塚支店

### 郵局
- 戶塚郵局

### 都市銀行
- 三菱UFJ銀行 戶塚支店、戶塚站前支店、東戶塚支店
- 三井住友銀行 戶塚支店、東戶塚支店
- 瑞穗銀行 戶塚支店、東戶塚支店
- 里索那銀行 戶塚支店

### 地方銀行
- 橫濱銀行 戶塚支店、新戶塚支店、戶塚南支店、東戶塚站前支店
- 駿河銀行 橫濱戶塚支店
- 靜岡銀行 戶塚支店

### 信用金庫
- 橫濱信用金庫 戶塚支店、戶塚東口支店、東戶塚支店
- 湘南信用金庫 戶塚支店

## 經濟

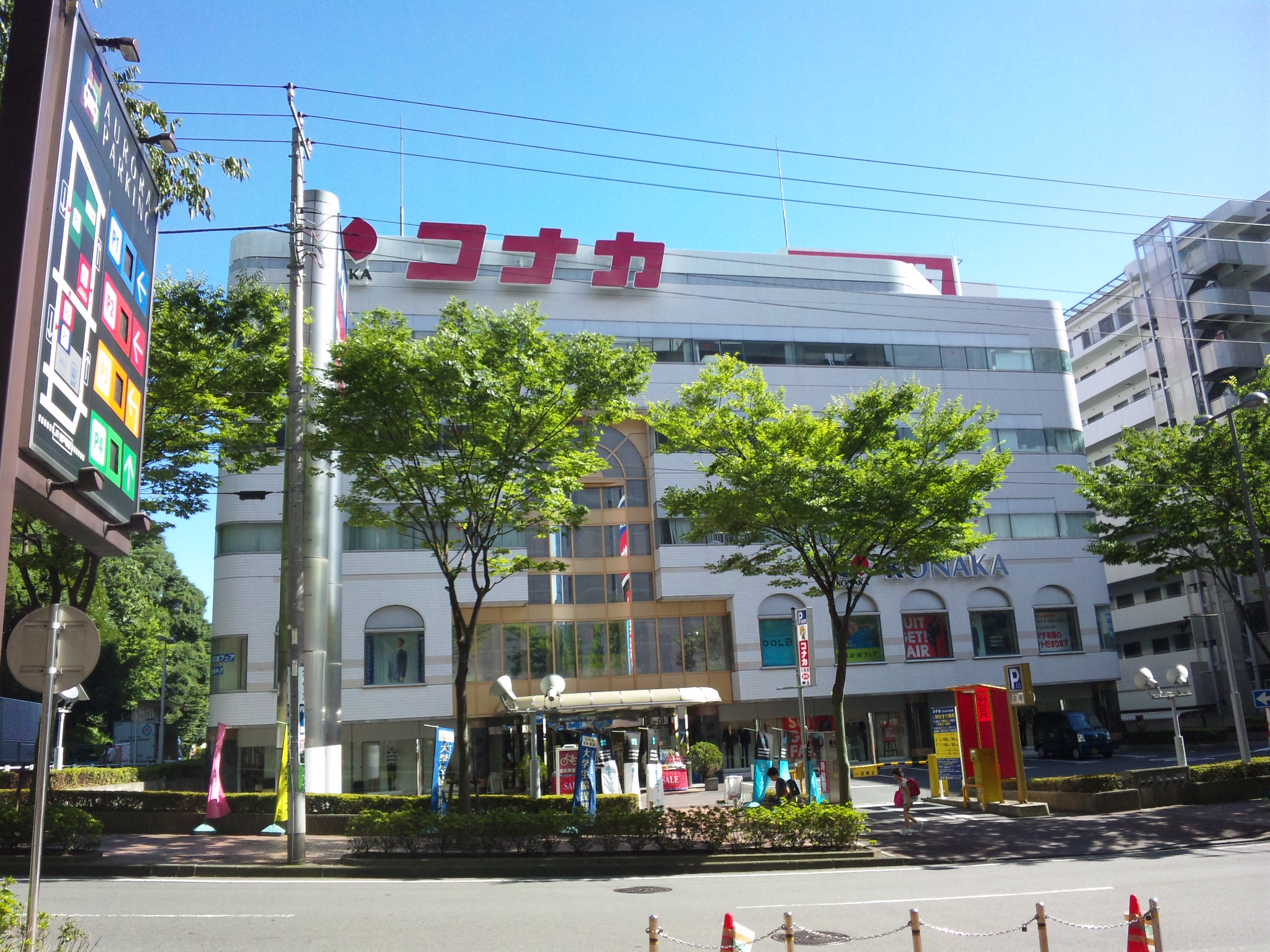
KONAKA東戶塚總本店（本社）

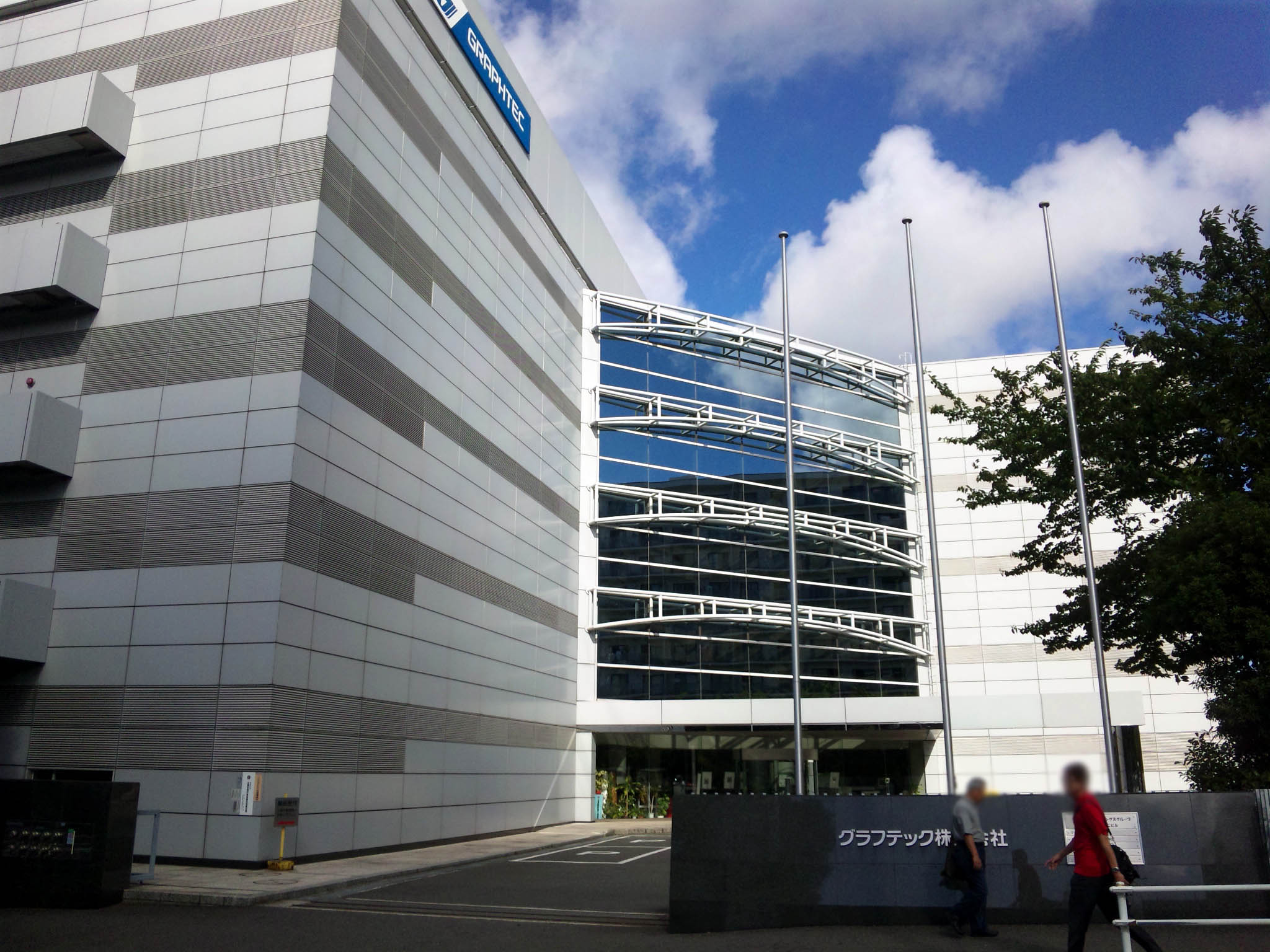
GRAPHTEC本社

### 在戶塚區設置總部的企業
- 大川印刷
- 大倉陶園
- 海鷗螺旋槳
- GRAPHTEC
- KONAKA
- 住電通信Engineering
- 大洋建設
- 橫濱文明堂
- 樂陽食品
- 六国建設
- 坂本寫真
- 宝製菓

### 工廠
- ASAHI SHOES
- 紀文食品
- 大成建設技術中心
- 高田工業[2]
- 日清食品
- FALTEC
- 普利司通
- 古林紙工
- POLA
- 日立製作所
- 山崎麵包
- JAS株式会社

## 醫療

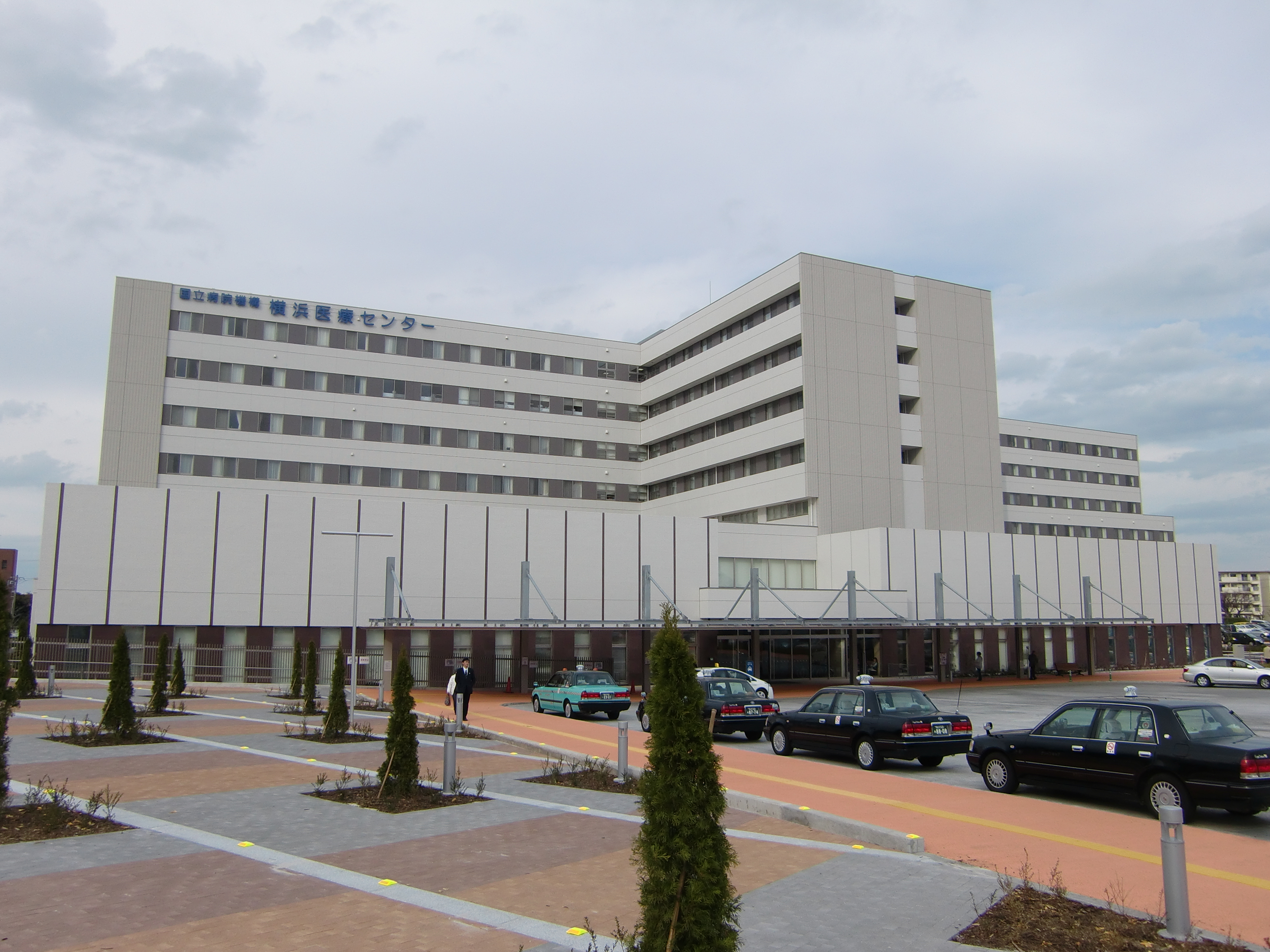
獨立行政法人國立醫院機構橫濱醫療中心

- 國立醫院機構橫濱醫療中心
- 戶塚共立第1醫院
- 戶塚共立第2醫院
- 平成橫濱醫院
- 西橫濱国際綜合醫院
- 戶塚醫院
- 戶塚中央醫院
- 十慈堂醫院
- 橫濱舞岡醫院
- 東戶塚紀念醫院
- ふれあい東戶塚醫院
- 新戶塚醫院
- 橫濱丘之上醫院
- 十愛醫院

## 教育

### 大学
- 明治学院大学 橫濱校區
- 橫濱藥科大学
- 橫濱市立大学 舞岡校區
- 湘南醫療大学

### 高等学校
公立
- 橫濱市立戶塚高等学校
- 神奈川縣立上矢部高等学校
- 神奈川縣立舞岡高等学校
- 神奈川縣立橫濱櫻陽高等学校

私立
- 公文国際学園高等部

### 中学校
公立
- 橫濱市立戶塚中学校
- 橫濱市立大正中学校
- 橫濱市立舞岡中学校
- 橫濱市立汲澤中学校
- 橫濱市立豊田中学校
- 橫濱市立境木中学校
- 橫濱市立名瀨中学校
- 橫濱市立深谷中学校
- 橫濱市立秋葉中学校
- 橫濱市立平戶中学校
- 橫濱市立南戶塚中学校

私立
- 公文国際学園中等部

### 小学校
公立
- 橫濱市立東戶塚小学校
- 橫濱市立汲澤小学校
- 橫濱市立東汲澤小学校
- 橫濱市立舞岡小学校
- 橫濱市立倉田小学校
- 橫濱市立鳥丘小学校
- 橫濱市立矢部小学校
- 橫濱市立柏尾小学校
- 橫濱市立南戶塚小学校
- 橫濱市立秋葉小学校
- 橫濱市立品濃小学校
- 橫濱市立東品濃小学校
- 橫濱市立東俁野小学校
- 橫濱市立小雀小学校
- 橫濱市立境木小学校
- 橫濱市立名瀨小学校
- 橫濱市立川上小学校
- 橫濱市立川上北小学校
- 橫濱市立大正小学校
- 橫濱市立下鄉小学校
- 橫濱市立戶塚小学校
- 橫濱市立平戶小学校
- 橫濱市立深谷小学校
- 橫濱市立平戶台小学校
- 橫濱市立南舞岡小学校
- 橫濱市立橫濱深谷台小学校
- 橫濱市立上矢部小学校

### 特別支援学校
- 橫濱市立東俁野特別支援学校

## 交通

### 鐵路
東日本旅客鐵道
- 東海道本線：戶塚站
- 湘南新宿線（高崎線直通）·上野東京線（宇都宮線·高崎線直通）：戶塚站
- 橫須賀線·湘南新宿線（宇都宮線直通）：戶塚站 - 東戶塚站

※湘南新宿線列車的停靠站有差異
橫濱市交通局（橫濱市營地下鐵）
- 藍線：（踊場站） - 戶塚站 - 舞岡站

- 踊場站位於泉區，但出口位於戶塚區。

### 公車
- 神奈川中央交通・神奈川中央交通東
- 橫濱市營巴士
- 相鐵巴士
- 江之電巴士
- 小雀乘合巴士
- 橫濱京急巴士
- 京成巴士
- 南海巴士

### 道路
- 橫濱環狀道路
  - 橫濱環狀南線: 釜利谷JCT-戶塚IC
  - 橫濱環狀道路西側區間: 戶塚IC-港北JCT（計畫路線）
- 国道1号
  - 橫濱新道
  - 戶塚道路
- 神奈川縣道23号原宿六浦線
- 神奈川縣道203号大船停車場矢部線
- 神奈川縣道218号彌生台櫻木町線
- 神奈川縣道401号瀨谷柏尾線
- 神奈川縣道402号阿久和鎌倉線
- 神奈川縣道403号菖蒲澤戶塚線

## 觀光景點
- 富塚古墳
- 舞岡公園
- 新澤池公園
- Witorihhi之森（原宿）
- 箱根驛傳戶塚中繼站
- 白旗神社（品濃町、平戶）

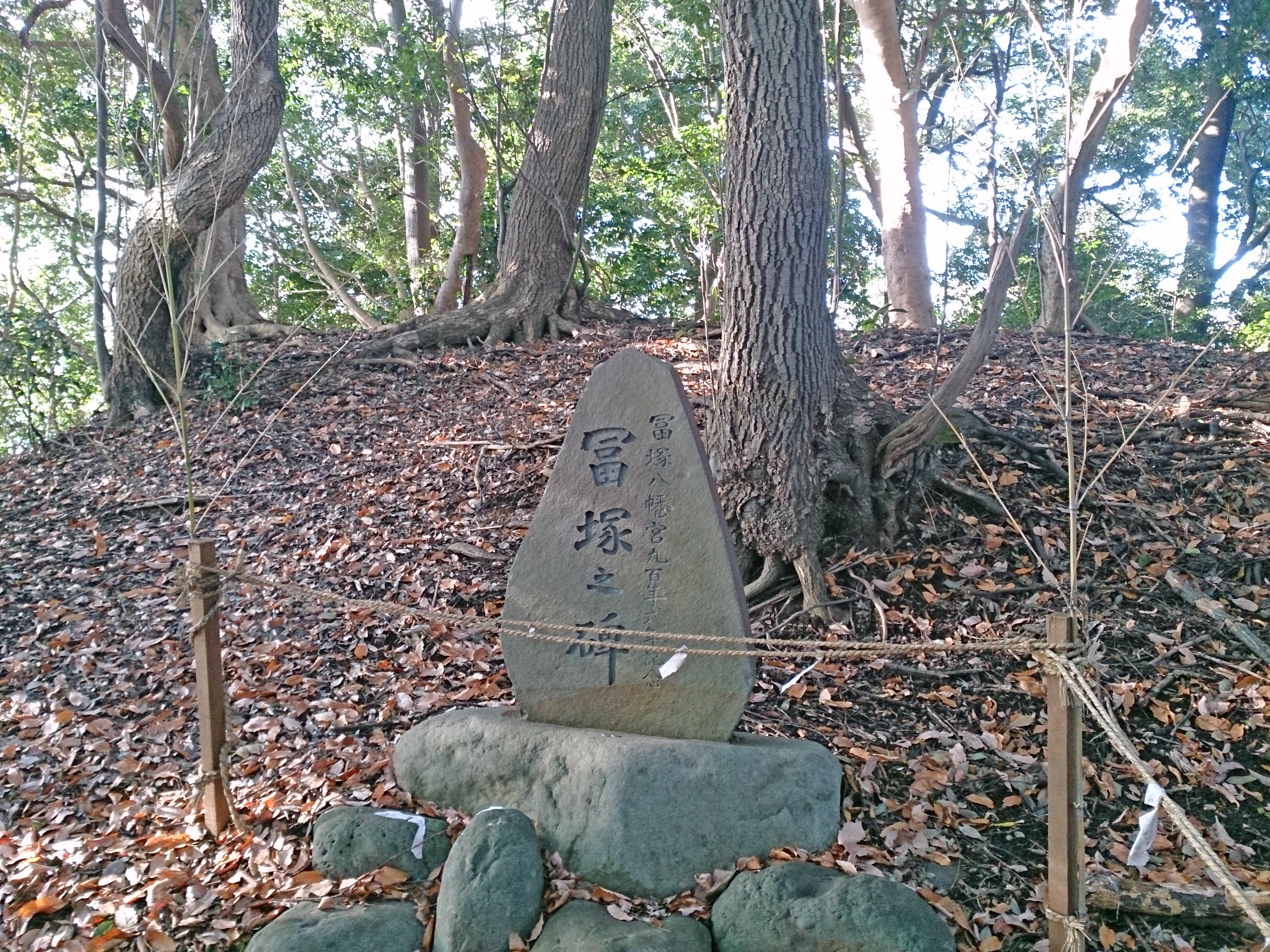
富塚古墳

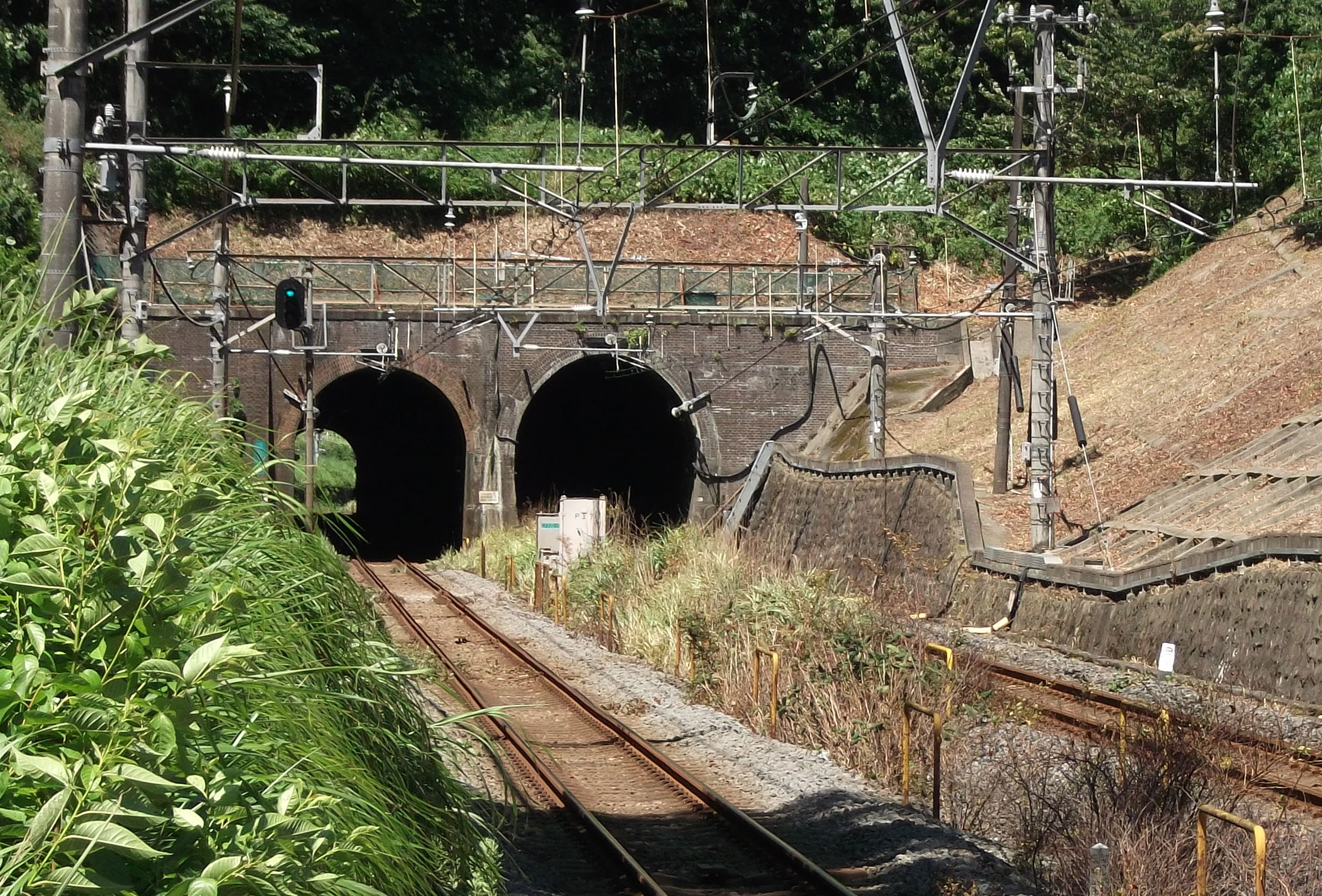
清水谷戶隧道

- 八坂神社夏日祭典 -  橫濱市指定無形民俗文化財
- 藤原實方的實方塚（供養碑）
- 紅葉瀑布（下倉田町）
- 丹後山
- 永勝寺
- 親緣寺
- 富塚八幡宮（戶塚町）
- 清水谷戶隧道 - 現今最古老的鐵路隧道
- 盛德寺
- Witorihhi舊邸（矢部町）

## 知名出身人物
- 江幡哲也 - All About創業者・社長兼CEO、DL-MARKET社長
- 佐野實 - 拉麵店「支那蕎麥屋」（支那そばや）創業者
- 照井裕 - 作家
- 藤里一郎 - 攝影師
- 坂本貴光 - 攝影師
- 廣末涼子 - 歌手・女演員
- 鹿野草平 - 作曲家
- 西本梨江 - 鋼琴家
- 細川直美 - 女演員
- 藤原麻里菜 - YouTuber・發明家
- 板野友美 - 偶像
- 柏木上野與洛貝魯特吉野 - 嘻哈團體
- 濱野謙太 - 音樂家・演員
- 桂伸しん - 落語家
- 淺井良 - 前職棒選手
- 遠藤航 - 職業足球選手
- 小野智吉 - 前職業足球選手
- 近賀由香里 - 女子足球選手
- 佐古賢一 - 前職籃選手
- 神保れい -前花樣游泳選手
- 鈴木裕紀 - 前職籃選手
- 高橋建 - 前職棒選手
- 豊田寬 -職棒選手
- 中川颯 - 職棒選手
- 中田良弘 - 前職棒選手
- 中村俊輔 - 足球選手
- 藤田篤 - 美式足球選手、
- 松本隆之介 - 職棒選手
- 三宅学 - 前職籃選手
- 宮台康平 - 職棒選手
- 渡邊一樹 - 游泳選手

## 外部鏈結
- OpenStreetMap上有關戶塚區的地理
- （日語） 官方网站